# سوسن کشاورز
سوسن کشاورز (زادهٔ  خرداد ۱۳۴۴ در رودبار الموت، استان قزوین) است. وی دارای مدرک کارشناسی علوم اقتصادی، کارشناسی ارشد تاریخ و فلسفه آموزش و پرورش و دکترای فلسفهٔ تعلیم و تربیت است.
وی یکی از سیاست‌مداران ایرانی و گزینهٔ پیشنهادی محمود احمدی‌نژاد برای دهمین وزیر آموزش و پرورش ایران بود که در مجلس با رای عدم اعتماد مواجه شد.
وی تا دی ماه ۸۹ مشاور رئیس‌جمهور بود.

## سوابق اجرایی[۱]
- عضو هیئت علمی دانشگاه تربیت معلم
- معاون وزیر آموزش و پرورش و رئیس سازمان آموزش و پرورش استثنایی کشور
- رئیس اداره پژوهش دانشکدهٔ علوم انسانی دانشگاه تربیت مدرس
- رئیس کارگروه‌ها و کمیته‌های تخصصی
- وزیر پیشنهادی وزارت آموزش و پرورش دولت دهم
- عضو شورایعالی سیاستگذاری صداوسیما
- مشاور رئیس‌جمهور
- مجری ۷ طرح تحقیقاتی و پژوهشی